# Dominique Rault
Dominique Rault (Saint-Brieuc, 2 juni 1971) is een voormalig Frans wielrenner. Hij was actief als beroepsrenner van 1997 tot 2002. Daarna draaide hij nog enkele jaren mee in het niet-professionele wielrennen. 

## Erelijst
1997
- Bol d'Air Creusois

2002
- Bretons kampioen

2003
- 2e etappe Criterium des Espoirs
- 3e etappe Tour des Pyrénées-Vuelta a los Pirineos

2004
- Circuit du Morbihan

## Resultaten in voornaamste wedstrijden
| Jaar | Ronde van Italië | Ronde van Frankrijk | Ronde van Spanje |
| ---- | ---------------- | ------------------- | ---------------- |
| 1997 |                  | 83e                 |                  |
| 1999 |                  | 90e                 |                  |

| Jaar | Luik-Bast.‑Luik |
| ---- | --------------- |
| 1997 |                 |
| 1999 | 68e             |